# Nombre 148
El nombre 148 (CXLVIII) és el nombre natural que segueix el nombre 147 i precedeix el nombre 149.
La seva representació binària és 10010100, la representació octal 224 i l'hexadecimal 94.
La seva factorització en nombres primers és 2²×37; altres factoritzacions són 1×148 = 2×74 = 4×37; és un nombre 3-gairebé primer: 2 × 2 × 37 = 148.